# Magdalena Stroe
Magdalena Stroe (egyes forrásokban Magda Stroe) (Kolozsvár, 1925. szeptember 13. – ) román egyetemi tanár, a Világ Igaza.
Román-magyar vegyes házasságból született. Apja, Dache Stroe a Regátból származott, és a román közigazgatás bevezetésekor került Erdélybe, anyja, Szakács Paula elszegényedett kisnemesi család szülötte. A szülők mindent megtettek, hogy lányuk jó nevelésben részesüljön: német és francia nyelvre taníttatták, zongorázni tanult, balettezni és úszni járt.
A második bécsi döntést követően a Principesa Ileana Líceumot, ahova addig járt, bezárták, így tanulmányait a református leánygimnáziumban folytatta. Itt barátkozott össze a zsidó Hamburg Hannával. A kolozsvári gettó felállításakor Hanna búcsúzni ment barátnőjéhez, aki azonban – szülei tudta nélkül – neki adta saját születési bizonyítványát és keresztelési lapját. Hanna a kapott iratokkal Budapestre utazott, és a Kasztner-csoport tagjaként menekült meg.
Magda Stroe a háború után a kolozsvári egyetemen pszichológiát, filozófiát és francia nyelvet tanult, majd Bukarestbe költözött. A bukaresti egyetemen tanított filozófiát, majd az 1955–56-os tanévben kérte az áthelyezését a Képzőművészeti Intézetbe, ahol 1988-ig dolgozott. 
1975-ben doktorált Estetica lui Sartre (Sartre esztétikája) című értekezésével.